# 小行星2132
小行星2132（2132 Zhukov）是一颗围绕太阳公转的小行星。1975年10月3日，柳德米拉·切爾尼赫在克里米亚发现了此天体。
該小行星以蘇聯元帥格奥尔基·朱可夫命名。
这颗小行星的绝对星等为338.66963等。